# Daniel Ballard
Daniel George Ballard (* 22. September 1999 in Stevenage) ist ein nordirisch-englischer Fußballspieler, der seit 2022 beim englischen Fußballverein AFC Sunderland unter Vertrag steht. Der Abwehrspieler spielt zudem seit 2020 für die nordirische Fußballnationalmannschaft. 

## Spielerkarriere

### Verein
Der seit seinem achten Lebensjahr in der Jugend des Vereins spielende Daniel Ballard unterzeichnete im Juni 2018 seinen ersten Profivertrag beim englischen Erstligisten FC Arsenal. Im Juli 2019 wurde der Nachwuchsspieler an den Viertligisten Swindon Town ausgeliehen und gab für diesen am 3. August 2019 sein Profidebüt bei einem 2:0-Auswärtssieg bei Scunthorpe United in der EFL League Two 2019/20. Nach zwei weiteren Pflichtspielen zog sich der 19-Jährige Mitte August 2019 eine Knieverletzung zu, die zum vorzeitigen Ende der Leihe führte. Im Oktober 2020 folgte eine weitere bis Januar 2021 befristete Ausleihe an den Drittligisten FC Blackpool. Nach sieben Ligaeinsätzen für Blackpool in der EFL League One 2020/21 wurde das Leihgeschäft bis zum Ende der Spielzeit verlängert. Bis zum Saisonende absolvierte er insgesamt 25 Ligaspiele für den Verein und erzielte dabei 2 Treffer, zudem feierte er mit seinen Teamkollegen den Aufstieg in die zweite Liga nach einem 2:1-Sieg im Play-off-Finale in Wembley gegen Lincoln City.
Nach diesem Erfolg wurde Ballard am 1. Juli 2021 zum dritten Mal ausgeliehen, diesmal für die gesamt Saison 2021/22 an den in der zweiten englischen Liga spielenden Verein FC Millwall. Auch in der höheren Spielklasse fand sich der Innenverteidiger gut zurecht und bestritt 31 Ligapartien für den Tabellenneunten der EFL Championship 2021/22.
Am 30. Juni 2022 wechselte Daniel Ballard zum Zweitliga-Aufsteiger AFC Sunderland und unterzeichnete einen Dreijahresvertrag.

### Nationalmannschaft
Der in England geborene und aufgewachsene Daniel Ballard ist aufgrund seiner in Belfast geborenen Mutter für Nordirland spielberechtigt. Nachdem er zuvor bereits im Juniorenbereich für Nordirland gespielt hatte, debütierte er am 4. September 2020  in der UEFA Nations League 2020/21 für die nordirische Fußballnationalmannschaft bei einem 1:1-Unentschieden in Rumänien. Sein erster Länderspieltreffer gelang ihm ein Jahr später am 2. September 2021 beim 4:1-Auswärtserfolg in Litauen in der Qualifikation für die Fußball-Weltmeisterschaft 2022. Die Teilnahme an der WM-Endrunde blieb ihm mit seinen Nationalmannschaftskameraden verwehrt.